# Hans Stacey

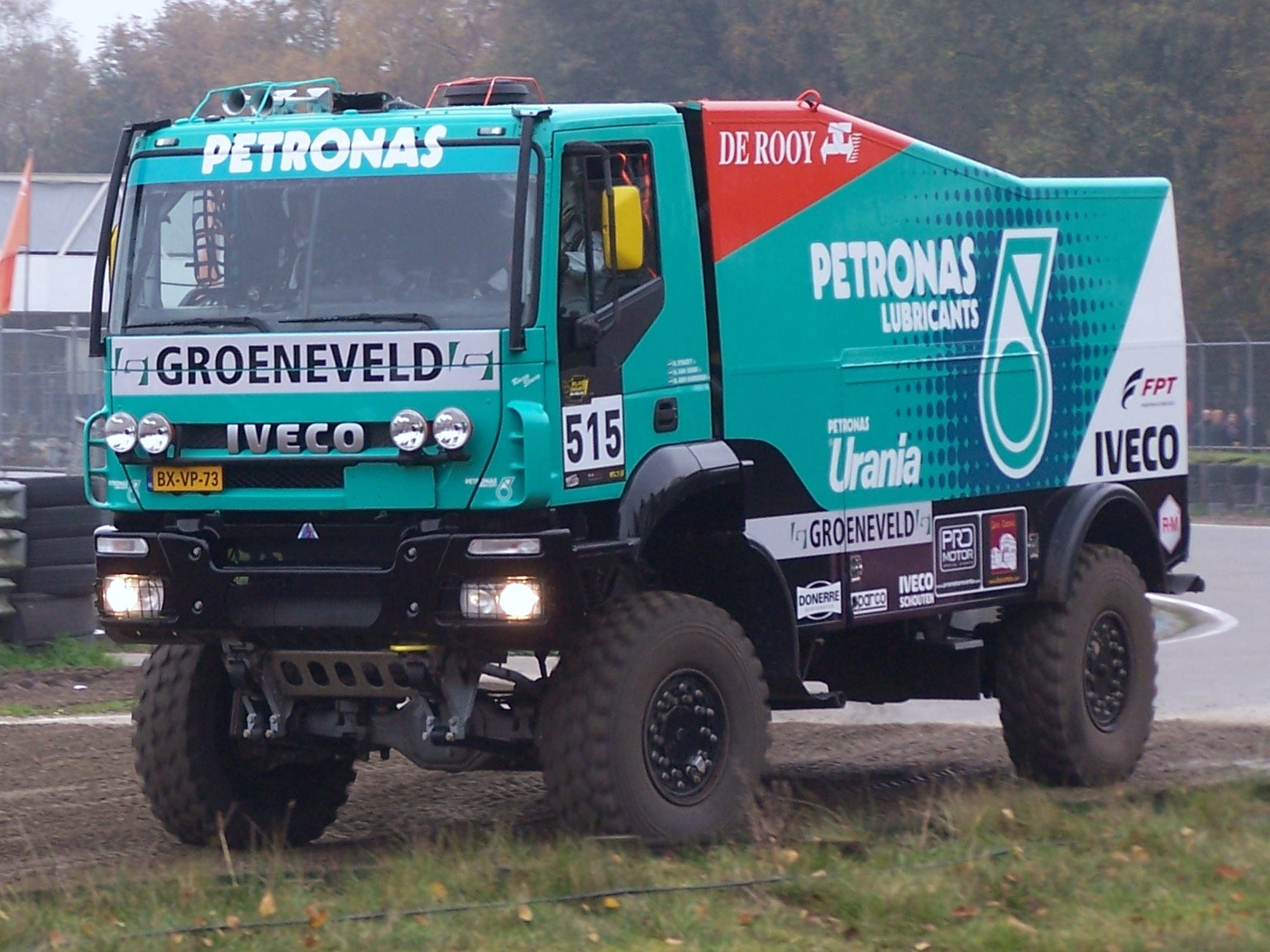
Iveco Trakker EVO II 4x4

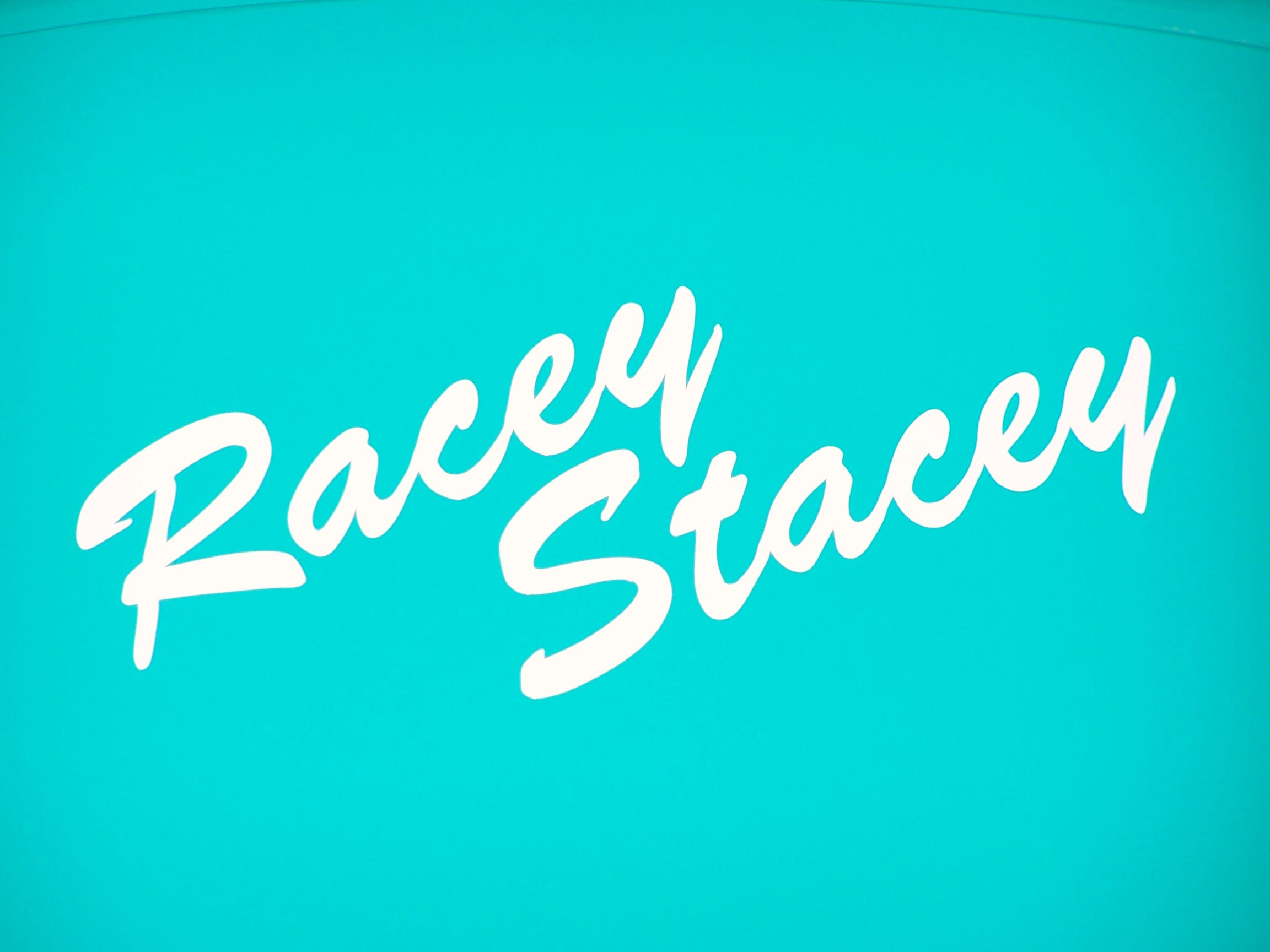

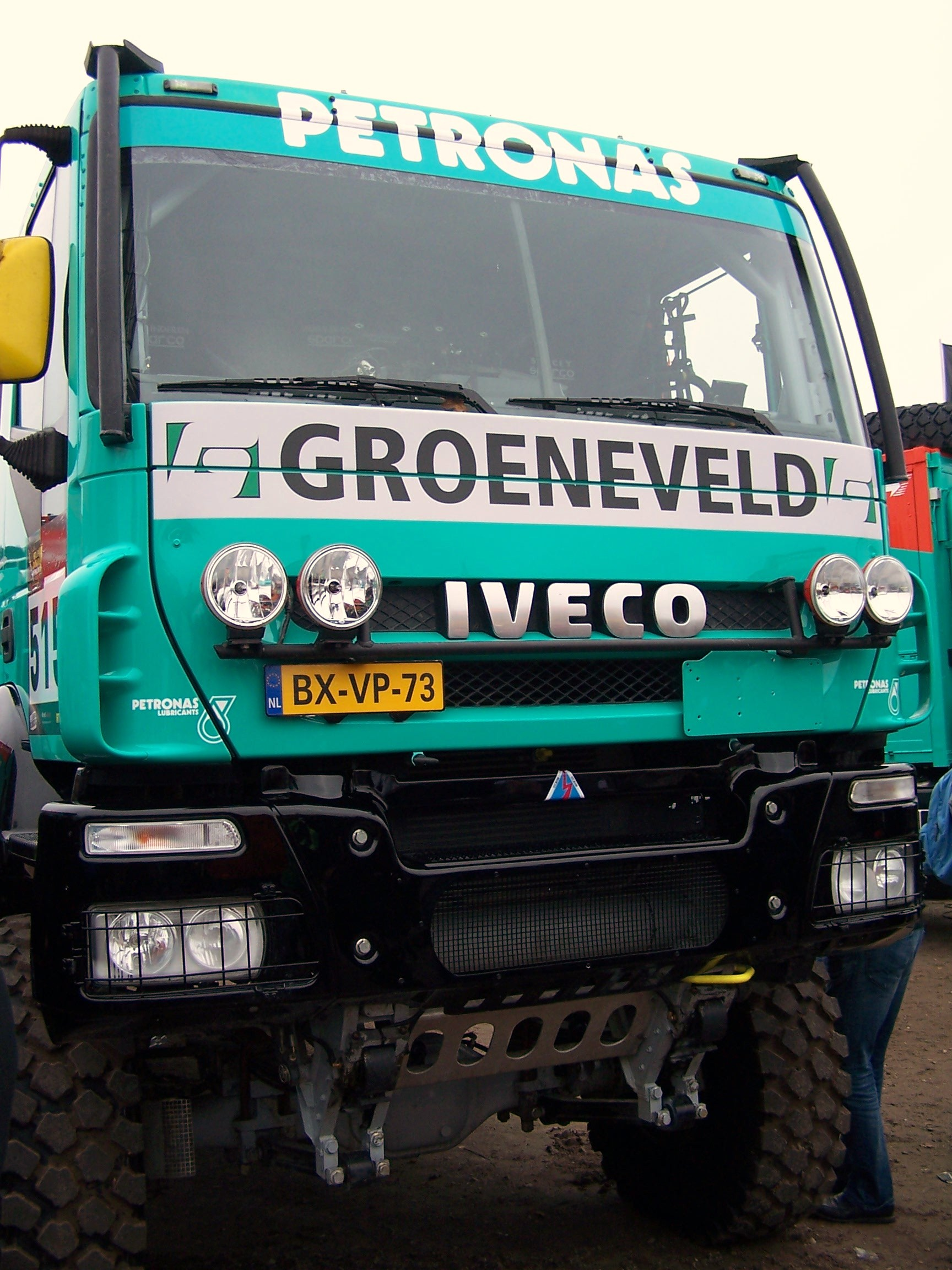

Hans Stacey, bijnaam: Racey Stacey (Best, 9 maart 1958) is een Nederlands ondernemer en rallycoureur.
Stacey gebruikt al sinds het begin van zijn carrière gele spiegels op zijn auto's en trucks.
Hij heeft het gevoel er aardig mee te kunnen rijden.

## INR/WRC
Stacey heeft jarenlang meegedaan aan Nederlands kampioenschappen rally en was hierin vrij succesvol: Hij werd tweemaal Nationaal Kampioen in 1991 en 1992 met een Mitsubishi Galant VR-4. Hij won tweemaal het belangrijkste kampioenschap, het Internationaal Nederlands Rallykampioenschap, in 1997 gebruikmakend van een Ford Escort RS Cosworth en een Subaru Impreza 555 en daarna in 2001 met een Subaru Impreza WRC.
Daarnaast heeft hij vaak aan rally's in het buitenland meegedaan. In 1995 werd hij in de WRC van Catalonië (Spanje) samen met navigator Mark van de Brand onder andere 2e in de Groep N. Hij behaalde eenmaal een klasseoverwinning in de WRC van Groot-Brittannië in 1998 en heeft circa 50 overwinningen in Groep N en Groep A in bijna heel Europa.
In 2010 maakte Stacey zijn rentree in de rallysport, omdat hij de competitie miste. Hij reed in de Groep N en wel met een Mitsubishi Lancer EVO X.

## Rally Raid
Sinds 2004 doet Stacey mee aan Le Dakar. Aanvankelijk met de ex-Jan de Rooy DAF CF85 uit 2003, later met een MAN. Op 21 januari 2007 werd Stacey de opvolger van zijn oom Jan de Rooy, die op 22 januari 1987 de laatste Nederlandse winnaar bij de trucks was, wanneer hij beslag legt op het vrachtwagenklassement in Le Dakar 2007. Met zijn MAN TGA 4x4 Special T4 had de Bestenaar een voorsprong van ruim drie uur op zijn naaste belager Ilzigar Mardeev. In het klassement stond hij zelfs tiende tussen de auto's.
In 2008 zou Stacey ook weer aan de start verschijnen van Le Dakar om zijn titel te verdedigen, en wel met een nieuwe truck, de MAN TGS 4x4 Special T4, maar de rally werd voortijdig afgelast door terreurdreiging.
Doordat Le Dakar 2008 niet doorging, heeft Stacey de Central Europe Rally (onderdeel van de Dakar Series) en de Transoriëntale Rally gereden.
De Central Europe Rally was voor het Team MAN with a mission 2 een voorbereiding voor de Transoriëntale Rally en vond plaats in Hongarije en Roemenië en startte op 19 april 2008 in Boedapest en finishte op 26 april 2008 in Balatonfüred aan het Balatonmeer. Stacey behaalde de eerste plaats bij de trucks.
De Transoriëntale Rally startte op 12 juni 2008 in Sint-Petersburg - Rusland en finishte op 28 juni 2008 in Peking - China. Ook hier behaalde Stacey de eerste plaats bij de trucks.
In 2009 startte Stacey ook in Le Dakar, die nu in Argentinië en Chili werd verreden van 3 januari t/m 18 januari.
Stacey viel uit in etappe 6 met een kapotte lager in de aandrijfas.
Op 12 mei 2011 werd bekend dat Stacey na een jaar afwezigheid, terugkeert in de rally raid en wel bij Team De Rooy.
Stacey gaat naast Gerard de Rooy en Miki Biasion rijden, nu met een Iveco Trakker EVO II.
Stacey deed ter voorbereiding van Le Dakar 2012 mee aan de Silk Way Rally 2011.
Hij behaalde een 4e plaats.
In het dagelijks leven is Stacey oliehandelaar.

## Palmares Hans Stacey aanRally Raids
| Jaar                                                                  | Rally / Route                                          | Startnummer                     | Team                            | Merk/Type                          | Positie Trucks Overall                 | Totale Rijtijd Start-Finish(Afstand Totaal/Special) |
| --------------------------------------------------------------------- | ------------------------------------------------------ | ------------------------------- | ------------------------------- | ---------------------------------- | -------------------------------------- | --------------------------------------------------- |
| 2004                                                                  | Le Dakar Clermont-Ferrand- Dakar                       | 442                             | Team Tridec                     | DAF FAV CF85 4x4                   | 9e plaats                              | 80h21'77"(9506,5/4635,5 km)                         |
| 2005                                                                  | Le Dakar Barcelona - Dakar                             | 555                             | Team Exact/MAN with a mission   | MAN TGA 4x4 Special                | uitgevallen in etappe 10               | 00h00'00"(9039/5433 km)                             |
| 2006                                                                  | Le Dakar Lissabon - Dakar                              | 524                             | Team Exact/MAN with a mission   | MAN TGA 4x4 Special                | 2e plaats                              | 73h43'25"(9043/4813 km)                             |
| 2007                                                                  | Le Dakar Lissabon - Dakar                              | 501                             | Team Exact/MAN with a mission   | MAN TGA 4x4 Special T4             | 1e plaats (10e samen met de auto's)    | 54h03'05"(7915/4309 km)                             |
| 2008                                                                  | Le Dakar Lissabon - Dakar                              | 600                             | Team MAN with a mission 2       | MAN TGS 4X4 Special T4             | rally afgelast vanwege terreurdreiging | 00h00'00"(9273/5736 km)                             |
| Central Europe Rally(Dakar Series) Boedapest- Baia Mare- Balatonfüred | 400                                                    | Team MAN with a mission 2       | MAN TGS 4X4 Special T4          | 1e plaats                          | 11h43'20" (2671/1092)                  |                                                     |
| Transoriëntale Rally Sint-Petersburg- Nur-Sultan- Peking              | 400                                                    | Team MAN with a mission 2       | MAN TGS 4X4 Special T4          | 1e plaats (6e samen met de auto's) | 44h30'56" (10724/3708)                 |                                                     |
| 2009                                                                  | Le Dakar Buenos Aires - Valparaíso - Buenos Aires      | 500                             | Team MAN with a mission 2       | MAN TGS 4X4 Special T4             | uitgevallen in etappe 6                | 00h00'00"(9574/5652)                                |
| 2011                                                                  | Silk Way Rally(Dakar Series) Moskou - Sotsji           | 303                             | Team De Rooy                    | Iveco Trakker EVO II 4x4           | 4e plaats                              | 09h25'45"(3983/2450)                                |
| 2012                                                                  | Le Dakar Mar del Plata - Copiapó - Lima                | 505                             | Petronas - Team De Rooy - Iveco | Iveco Trakker EVO II 4x4           | 2e plaats                              | 46h12'06"(8333/4151)                                |
| 2013                                                                  | Le Dakar Lima - San Miguel de Tucuman - Santiago       | 504                             | Petronas - Team De Rooy - Iveco | Iveco Trakker EVO III 4x4          | uitgevallen in etappe 6                | 00h00'00"(8121/3541)                                |
| 2014                                                                  | Le Dakar Rosario - Salta / Uyuni - Valparaíso          | 507                             | Petronas - Team De Rooy - Iveco | Iveco Trakker EVO III 4x4          | 7e plaats                              | 60h15'25"(9188/5212)                                |
| Rally van Marokko Erfoud - Zagora - Marrakesh                         | 403                                                    | Petronas - Team De Rooy - Iveco | Iveco Powerstar Torpedo 4x4     | 2e plaats                          | 19h04'36"(1992/1441)                   |                                                     |
| 2015                                                                  | Le Dakar Buenos Aires - Iquique / Uyuni - Buenos Aires | 504                             | Petronas - Team De Rooy - Iveco | Iveco Powerstar Torpedo 4x4        | 6e plaats                              | 44h51'30"(8159/3759)                                |
| 2016                                                                  | Le Dakar Buenos Aires - Uyuni - Salta - Rosario        | 506                             | Eurol VEKA MAN Rally Team       | MAN TGS 18.480 4×4 BB              | 4e plaats                              | 47h05'04"(9039/4320)                                |